# Gila (альбом)
Gila — дебютный студийный альбом группы краут-рока Gila, издан в 1971 году. Пластинка имеет подзаголовок Free Electric Sound, и потому заглавие альбома часто пишут как Gila — Free Electric Sound.

## Об альбоме
Дебютный альбом Gila — изумительная работа, полная кислотных гитарных выбросов, безумного органа и меллотрона, экзотических ритмических структур и массы электронных эффектов, создающих широкую панораму психоделических видений. Начиная с флойдовского спейс-рока на первых двух треках, пластинка уходит в ещё более странные миры на четырёх соединённых между собой композиции на второй стороне виниловой пластинки. «Kollaps» начинается ритуальными барабанами, ползучим органным риффом, плачущим ребёнком и гитарными поглаживаниями, которые угрожают взорваться в любой момент. После серии электронных эффектов, «Kontakt» избирает совершенно иное направление с воздушной акустической гитарой и клавишными, без участия ритм-секции, как будто неожиданно проступил солнечный свет после мрака «Kollaps». По мере того, как композиция гладко перетекает в «Kollektivivtat», а затем в «Individualitat», она постепенно набирает ход, добавляя гитарные риффы и интересную смесь бонгов и барабанов с постепенно раскрепощающимся органом, пока все в конце концов не замирает, кроме грохочущей перкуссии и какой-то квази-этнической смеси с добавлением электронных звуков.
Классика краут-рока на долгие годы вперед. Альбом Gila поражает динамичным, насыщенным и полным воображения взаимодействием безумных рок-импровизаций и длинных психоделических гитарных соло в сопровождении светлых органных аккордов. «Agression» — джем космического краут-рока, чисто инструментальный (как и весь альбом), в котором доминирует нежная и техничная комбинация гитары и органа. «Kollaps» — мрачная, ползучая инструментальная пьеса с угрюмыми органными партиями и странными, заунывными шумами. «Kontact» начинается с серии разнообразных звуковых коллажей, в конце концов, переходя в акустический фолковый гитарный трип с очевидным восточным привкусом. Трек вливается в «Kollektivitt», полномасштабный гитарно-органный джем с фолково-мягкими акцентами. «Individualitat» — это сильный гипнотически-этнический джем с участием перкуссии и гитарного экспериментирования. Серьёзная, изощрённая смесь фри-рока, психоделических эффектов и периодических восточных влияний.
Специалисты по краут-року оценивают этот альбом как шедевр, и с этим трудно не согласиться. Но, как это часто бывает у немецких групп, они продуцируют очень сырой звук, и при записи не улучшают его качество, что может отпугнуть часть аудитории. Такие группы как Amon Duul II, Can, Ash Ra Tempel выпускали альбомы с сырым звуком, обнажённым до кости, не пытаясь придать симфоническую оркестровку или обработать в студии свои россыпи необработанных алмазов. Это настоящий бриллиант жанра спейс-рок, но оценить это будут в состоянии далеко не все.

## Список композиций
1. «Aggression» — 4:33
2. «Kommunikation» — 12:47
3. «Kollaps» — 5:30
4. «Kontakt» — 4:30
5. «Kollektivität» — 6:40
6. «Individualität» — 3:36

## Участники записи
- Даниель Аллуно — барабаны, перкуссия
- Фритц Шейхинг — гитара, клавишные
- Конни Файт — гитара, синтезатор, вокал
- Вальтер Видеркер — бас